# Andreas Christian Dedekind

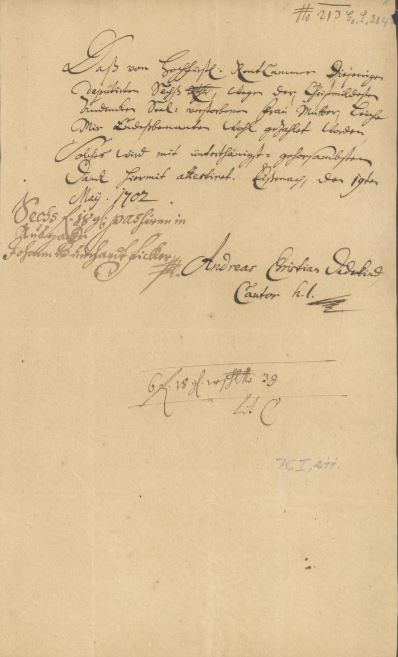
Andreas Christian Dedekind: Quittung über Honorar für eine Trauermusik – Eisenach, 19. Mai 1702

Andreas Christian Dedekind (* 26. März 1658 in Sankt Andreasberg; begraben 21. September 1706 in Eisenach) war ein deutscher Kantor und Komponist.

## Leben
Dedekind war der Sohn des Schulrektors in Sankt Andreasberg Andreas Dedekind (1608–ca. 1678; Sohn des Henning Dedekind) und der Magdalena Dedekind (geb. Hammer, ca. 1647–ca. 1690). Er war Schüler in Freiberg und studierte zwischen 1675 und 1683 an der Universität Leipzig. Danach ging er wohl zu seinem Cousin Constantin Christian Dedekind nach Dresden, der damals dort als Steuerkassierer tätig war. Anschließend ging er zu seinem Bruder, dem Advokaten und Bürgermeister Johann Melchior Dedekind (1647–1700), nach Oschatz, wo er Konrektor wurde. Ab 1687 war er als Tertius und Subkonrektor in Arnstadt tätig, dort heiratete er Clara Maria geb. Keul, eine Tochter des Arnstädter Bürgermeisters Caspar Keul. Auch veröffentlichte er 1689 ein Gedicht anlässlich der dritten Vermählung des Theologen Johann Gottfried Olearius. Danach wirkte er ab 1690 bis zu seinem Tod als Kantor in der St. Georgenkirche in Eisenach.
Zu den Dienstpflichten des Kantors gehörte auch der Unterricht an der Lateinschule zu St. Georg als Quartus. Dedekind galt als der zu dieser Zeit fähigste Lehrer der Schule. Das Repertoire des Schulchors bestand neben traditionellen Chorwerken von Walter, Musa, Josquin, Isaac, Stoltzer, Renerus, Senfl und Obrecht aus einem Kantoreibuch, das Wolfgang Zeuner ein Jahrhundert zuvor angelegt hatte. Außerdem dürfte das Gothaer Cantionale sacrum (1646) eine der musikalischen Hauptquellen gewesen sein.
Johann Sebastian Bach wurde 1693 (unter Überspringung der Sexta) gleich in die Quinta dieser Schule aufgenommen; in der Quarta war Dedekind dann sein Lehrer. Außerdem sang Bach in dem von Dedekind geleiteten Schulchor, dem Chorus symphoniacus. Dedekind hatte bald nach seinem Zuzug nach Eisenach eine enge Freundschaft mit der Familie des Stadtpfeifers Johann Ambrosius Bach, Johann Sebastians Vater, entwickelt. Im Oktober 1694 berichtete Dedekind, gemeinsam mit Johann Pachelbel, Johann Ambrosius Bach und dessen Vetter Johann Veit Hoffmann in Ohrdruf bei einer Hochzeit musiziert zu haben. Es wird allgemein angenommen, dass es sich dabei um die Hochzeit von Johann Ambrosius’ ältestem Sohn Johann Christoph Bach handelte. Möglicherweise vermittelte Dedekind nach dem Tod von Johann Sebastians Mutter die Wiederverheiratung des Vaters mit seiner Schwägerin, der zweifach verwitweten Barbara Margaretha Bartholomaei (geb. Keul), die in erster Ehe schon mit Johann Günther Bach verheiratet gewesen war. Jedenfalls stand Dedekind Barbara Margaretha nach dem Tod ihres Mannes bei und formulierte am 4. März 1695 für die Witwe, da diese als Frau damals nicht für sich sprechen konnte, ein Gesuch an den Rat der Stadt (Johann Ambrosius Bach war Hof- und Stadtmusikus in Eisenach) auf ein Gnadenhalbjahr, das allerdings nur zur Hälfte bewilligt wurde. Dedekind war in dieser Zeit auch Vormund für den minderjährigen Johann Sebastian. Er half auch beim Verkauf des Bachschen Hauses in der Fleischgaße (jetzt vermutlich Lutherstraße 35; nicht erhalten) in Eisenach, in welchem Johann Sebastian Bach geboren worden war. Barbara Margaretha soll danach mit den Töchtern aus ihren ersten beiden Ehen wieder nach Arnstadt gezogen sein, danach verliert sich ihre Spur. Als Nachfolger für Johann Ambrosius Bach empfahl Dedekind dem Rat den Stadtpfeiffer Hoffmann aus Ohrdruf. 
An der Eisenacher Lateinschule sang vermutlich auch der spätere Komponist Ernst Christian Hesse unter Dedekind im Schulchor.
Dedekind komponierte diverse Kasualmusiken. 1692 veranstaltete er eine „Abend- und Balet-Music“ für den Geheimen Rat Moritz Gerhard von Lilienheim, an der auch der Organist der Georgenkirche Johann Christoph Bach beteiligt war. Aus dem Jahr 1695 ist eine von ihm komponierte Festmusik für den Herzog Johann Georg II. nachweisbar, 1696 eine Früh-Musik zum Geburtstag von dessen Gattin Sophie Charlotte. Für das Jahr 1702 ist eine von ihm komponierte Trauermusik aktenkundig. Diese Werke sind nur durch Textdrucke oder Aktennotizen bekannt, aufführbares Notenmaterial ist nicht nachgewiesen.
Gemeinsam mit dem Organisten Johann Christoph Bach wandte sich Dedekind Anfang 1692 mit der Bitte um Besoldungserhöhung an das Oberkonsistorium und den Herzog, die aber vom Rat der Stadt rigoros abgelehnt wurde. Da Dedekind durch Hofveränderungen und den Tod von Herzog Johann Georg unrichtige Besoldung und andere Nachteile erlitt, bewarb er sich 1699 als Nachfolger des verstorbenen Kantors Joachim Spanius nach Freiberg, unterlag jedoch gegen Johann Samuel Beyer.
Der Komponist Johann Ludwig Bach bewarb sich nach dem Tod Dedekinds im Oktober 1706 vergeblich um dessen Kantorenstelle. Sein Nachfolger als Kantor wurde Johann Konrad Geisthirt (1672–1734).